# Pro muliere Arretina
L'Oratio pro muliere Arretina (Orazione in difesa di una donna di Arezzo), meglio nota semplicemente come Pro muliere Arretina, è un discorso giudiziario pronunciato nell'80 a.C. dall'oratore romano Marco Tullio Cicerone. L'orazione, il cui testo non è pervenuto ad oggi neppure in frammenti poiché non fu mai pubblicato, è il terzo discorso giudiziario pronunciato da Cicerone di cui si abbia notizia, il primo dopo il successo dell'orazione Pro Roscio Amerino.
Con l'orazione, Cicerone difese i diritti di cittadinanza di un altrimenti ignota donna di Arretium, ottenendo la vittoria nel processo. La difesa dei diritti civili della donna presupponeva la forte critica dei provvedimenti con cui il dittatore Lucio Cornelio Silla aveva privato intere comunità cittadine della civitas. L'orazione, come già la Pro Roscio, si configura dunque come espressione dell'ideologia politica delle gentes nobili che sostengono Cicerone, e come attacco al potere assoluto della dittatura sillana.